# La caza del hipopótamo
La caza del hipopótamo es un cuadro del pintor flamenco Pedro Pablo Rubens. Fue ejecutado hacia 1615-1616. Se trata de una pintura al óleo sobre lienzo, que mide 2,48 metros de alto y 3,21 m de ancho. Actualmente se conserva en la Alte Pinakothek de Múnich (Alemania).
Esta tela fue un encargo del príncipe elector Maximiliano I de Baviera, quien hacia 1615 contrató a Rubens para que le pintara cuatro escenas de caza como decoración del antiguo palacio de Schleissheim. Con motivo de las guerras napoleónicas, las cuatro telas fueron llevadas a París como botín. Solo regresó a Baviera esta Caza del hipopótamo.
En el centro del cuadro, el hipopótamo con las fauces abiertas, atacado por los cazadores. El animal está representado con exactitud, lo que hace pensar que Rubens tuvo la oportunidad de ver algún ejemplar en vivo.
Debajo de él, un cocodrilo. A los lados, dos perros de caza. Por encima, tres moros en caballos encabritados lo atacan con lanzas. En primer plano, en el suelo, a la izquierda se ve un cazador ataca al animal, intentando escapar; a la derecha yace otro, boca abajo, inmóvil. Por el borde del lado derecho puede verse un paisaje exótico.
Rubens busca pintar aquí una lucha o batalla entre el hombre y la bestia en la que los dos tienen una oportunidad.